# 彼得·达萨克
彼得·达萨克（英語：Peter Daszak，20世紀—）英国动物学家，疾病生态学专家，生态健康联盟负责人，哥伦比亚大学公共卫生学院感染与免疫中心成员。参与了世界卫生组织在中国严重急性呼吸系统综合征冠状病毒2流行病学溯源调查。
英国权威医学杂志《刺胳針》6月22日更新了冠状病毒（COVID-19）委员会资料，与武汉病毒专家石正丽合作的生态健康联盟主席彼得·达萨克被委员会以"回避"除名。
据瑞士新传媒今年2月说，英国动物学家彼得·达萨克是世卫组织派往中国调查该病毒来源的十名外国专家之一，他也是致力于同一目标的《柳叶刀》委员会的成员。然而，他同时又是本次调查的目标之一，武汉病毒研究所的资助者，合作者和研究报告的共同作者。该文引述瓦克斯曼（Waksman）微生物研究所实验室主任理查德·埃布莱特（Richard H. Ebright）在一份新闻稿中指说，因此，他的观点可能有失偏颇"。也有人认为，如果病毒是从那个实验室泄露出去的，那么达萨克的职业生涯也就结束了。